# 사이궁구

사이궁 구의 위치

사이궁구(한국어: 서공구, 중국어: 西貢區, Sai Kung District)는 홍콩의 18개 구의 하나이다. 신제의 사이궁반도 남부와 가우룽의 동부를 차지하고 있다. 행정 중심은 사이궁시(西貢, Sai Kung)였지만 이후 정관오(將軍澳新市鎮, Tseung Kwan O New Town)로 옮겨졌다. 면적은 136.39km2이고 인구는 2006년 기준으로 406,442명이다. 홍콩의 구 중에서 2번째로 크고, 주민의 평균 연령이 2번째로 젊다.

## 지리
인구가 밀집된 홍콩섬이나 가우룽과는 대조적으로, 사이궁 구의 중심부는 아름다운 풍경과 매력적인 작은 마을, 깜짝 놀랄만한 바다 경치를 특징으로 하는 해안 지역이다. 이 지역은 자연 그대로의 해안과 조용한 장소로 잘 알려져 있다.

## 교통
- 홍콩 지하철 정관오선

## 같이 보기
- 홍콩의 지역 목록